# Waso Quartet
Het Waso Quartet was een Belgisch gipsyjazz-orkest dat ook verschillende andere traditionele genres in zijn vernieuwende muziek verwerkt, zoals swing, ballades en liederen van Georges Brassens en Wannes Van de Velde.

## Geschiedenis
Het Waso Quartet werd op 17 augustus 1975 opgericht door multi-instrumentalist Koen De Cauter, Koens jeugdvriend gitarist Fapy Lafertin, contrabassist Michel Verstraeten en Jeffrey Wikle, een Amerikaanse slaggitarist, als eenmalige begeleidingsgroep voor Sammy Rimington. Daarna is Waso uitgegroeid tot een aparte groep, genaamd naar Waso De Cauter, de toen driejarige zoon van Koen. De groep zorgde voor een heropleving van de hotjazzmuziek van Django Reinhardt uit de jaren 1930. Het kwartet vermengde ook invloeden uit andere muziekstijlen, zoals flamenco, traditionele volksmuziek en het Franse chanson. Midden 1976 trok Jeff Wikle terug naar de Verenigde Staten en verving Koens jeugdvriend en Fapy's neef Vivi Limberger hem op slaggitaar en zang. In 1979 werd het kwartet een kwintet, met Didier Geers op slagwerk. Midden 1980 werd Geers vervangen door Denis Vereecke op slaggitaar en slagwerk. Daarna werd het terug een kwartet. In de 1984 verliet Fapy het orkest om gezondheidsredenen, nam Koen de sologitaar over en nam de Britse saxofonist-klarinettist Bill Greenow de rietblazers voor zich, af en toe vervangen door Joop Ayal. In februari 1987 verliet Michel Verstraeten op zijn beurt de band. Hij werd vervangen door Jo Van Hautte op contrabas. Later werd Vivi Limberger vervangen door slaggitarist Dominique Pierard en Joop Ayal door Dick Van der Harst op bandoneon. Enkele jaren later werd de ritmesectie vervangen door Koens zonen Waso en Dajo op contrabas en ritme gitaar. Weer enkele jaren werd de bezetting voor een laatste keer veranderd en keerde Koen terug naar sopraansax en zang, Dajo op contrabas, Tcha Limberger (de zoon van Vivi) op gitaar en zang en Xavier Bronchart op slaggitaar. In 2004 werd de groep ontbonden, met enkele reünies in 2019 en 2020.

## Lijst van groepsleden
Koen De Cauter: Sopraan, alt en tenor saxofoon, klarinet, zang, viool, piano, gitaar
Fapy Lafertin: Solo gitaar, viool
Michel Verstraeten: Contrabas
Jeff Wikle: Slaggitaar
Vivi Limberger: Slaggitaar, zang, piano
Didier Geers: Slagwerk
Denis Vereecke: Slagwerk, slaggitaar
Bill Greenow: Sopraan, alt en tenor saxofoon, klarinet
Joop Ayal: Sopraan en tenor saxofoon, dwarsfluit, klarinet
Jo Van Hautte: Contrabas
Dominique Pierard: Slaggitaar
Dick Van der Harst: Bandoneon
Waso De Cauter: Slaggitaar
Dajo De Cauter: Contrabas
Tcha Limberger: Solo gitaar, zang
Xavier Bronchart: Slaggitaar

## Albums
Studioalbums
- Live at the Gringo's (1976)
- Rommages (Jacques Mercier & Waso, 1977)
- Gipsy Swing (1979)
- Gipsy Swing Vol. 5 (1983)
- Round About Midnight (1987)
- Waso Play Gypsy Swing: An Epitaph for Django (1988)
- Si jamais tu t'ennuies (1992)
- La Ronde Des Jourons (1995)
- Ombre et Lumière (2004)

Livealbum
- Live In Laren (1980)